# Prockia pentamera
Prockia pentamera är en videväxtart som beskrevs av Alwyn Howard Gentry. Prockia pentamera ingår i släktet Prockia och familjen videväxter. Inga underarter finns listade i Catalogue of Life.